# 法律制度
法律制度（也稱法制），是指一个国家或地区的所有法律原则和规则的总称。法律制度从宏观角度来说，与法系的概念比较接近。而法律多元主義是多種法律制度（如習慣法）存在於一個人群和/或地理區域內。